# Gyrodon lividus
Bolet livide, Bolet de l'Aulne
Espèce
Gyrodon lividus, le Bolet livide, est une espèce de champignons (Fungi) basidiomycètes du genre Gyrodon dans la famille des Paxillaceae. Il est caractérisé par ses pores décurrents bleuissants et son inféodation exclusive aux aulnes.

## Taxonomie
Le nom correct complet (avec auteur) de ce taxon est Gyrodon lividus (Bull.) Sacc., 1888.
L'espèce a été initialement classée dans le genre Boletus sous le basionyme Boletus lividus Bull., 1791.

### Synonymes
Gyrodon lividus a pour synonymes
- Boletus brachyporus Pers., 1825
- Boletus chrysenteron var. lividus (Bull.) Mérat, 1821
- Boletus lividus var. alneti Lindgr., 1874
- Boletus lividus Bull., 1791
- Boletus rubescens Trog, 1839
- Boletus rubrescens Trog (1839), 1839
- Boletus sistotrema Fr., 1821
- Boletus sistotremoides Fr., 1815
- Gyrodon sistotremoides Opat., 1836
- Suillus chrysenteron var. lividus (Bull.) Poiret, 1806
- Uloporus lividus var. lividus (Bull.) Quél., 1886
- Uloporus lividus (Bull.) Quél., 1886

### Phylogénie
Le bolet livide a été initialement décrit par le mycologue français Pierre Bulliard en 1791 sous le nom de Boletus lividus, avant de recevoir son nom binomial actuel en 1888 par Pier Andrea Saccardo lorsqu'il l'a transféré dans le genre Gyrodon. Lorsque Saccardo a circonscrit le genre Gyrodon, il a inclus Boletus sistotremoides (publié par Elias Fries en 1815) comme espèce type. Rolf Singer a déterminé plus tard que le taxon de Fries était la même espèce que Gyrodon lividus. Auparavant, en 1886, Lucien Quélet avait créé le genre Uliporus avec Boletus lividus comme espèce type. La découverte de Singer a rendu le genre Uliporus obsolète et Boletus sistrotremoides est devenu synonyme de Gyrodon lividus.

### Étymologie
Le nom de genre Gyrodon est dérivé du grec ancien gyros "tourbillon" et odon "dent", tandis que l'épithète spécifique lividus signifie "couleur de plomb" en latin, en réfèrence à la couleur de son chapeau.

### Noms vulgaires et vernaculaires
Ce taxon porte en français les noms vernaculaires ou normalisés suivants : bolet livide, bolet de l'aulne.

## Description du sporophore
Les bolets sont des champignons dont l'hyménophore, constitué de tubes et terminés par des pores, se sépare facilement de la chair du chapeau. Ce chapeau d'abord rond, recouvert d'une cuticule, devient convexe à mesure qu’il vieillit. Ils ont un pied (stipe) central assez épais et une chair compacte. Les caractéristiques  morphologiques de G. lividus sont les suivantes :
Son chapeau mesure de 3 à 15 cm, il est un peu visqueux, beige ochracé, jaune à jaune ochracé puis, avec l'âge, envahi de brun fauve.
L'hyménophore présente des tubes décurrents remarquablement courts, jaunes puis jaune verdâtre. Les pores sont jaunes, bleuissants au toucher.
Son stipe mesure 4 à 10 cm x 1 à 2,5 cm, jaune puis envahi de fibrilles brun-roux.
La chair est jaunâtre, légèrement verdissante à la coupe, roussâtre dans le pied. Sa saveur est douce et son odeur est faible, un peu acidulée.

### Caractéristiques microscopiques
Ses spores mesurent 5 à 6,5 μm x 3,5 à 5 μm, elles sont ovoïdes ou elliptiques.

## Galerie

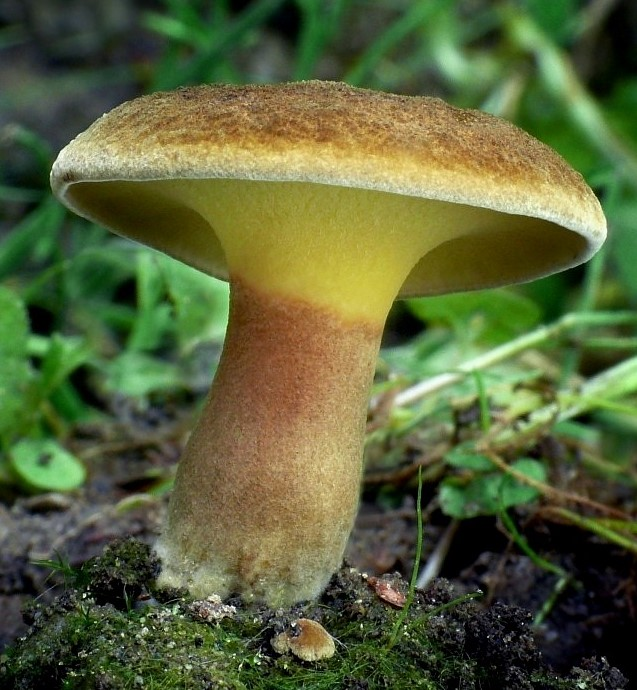
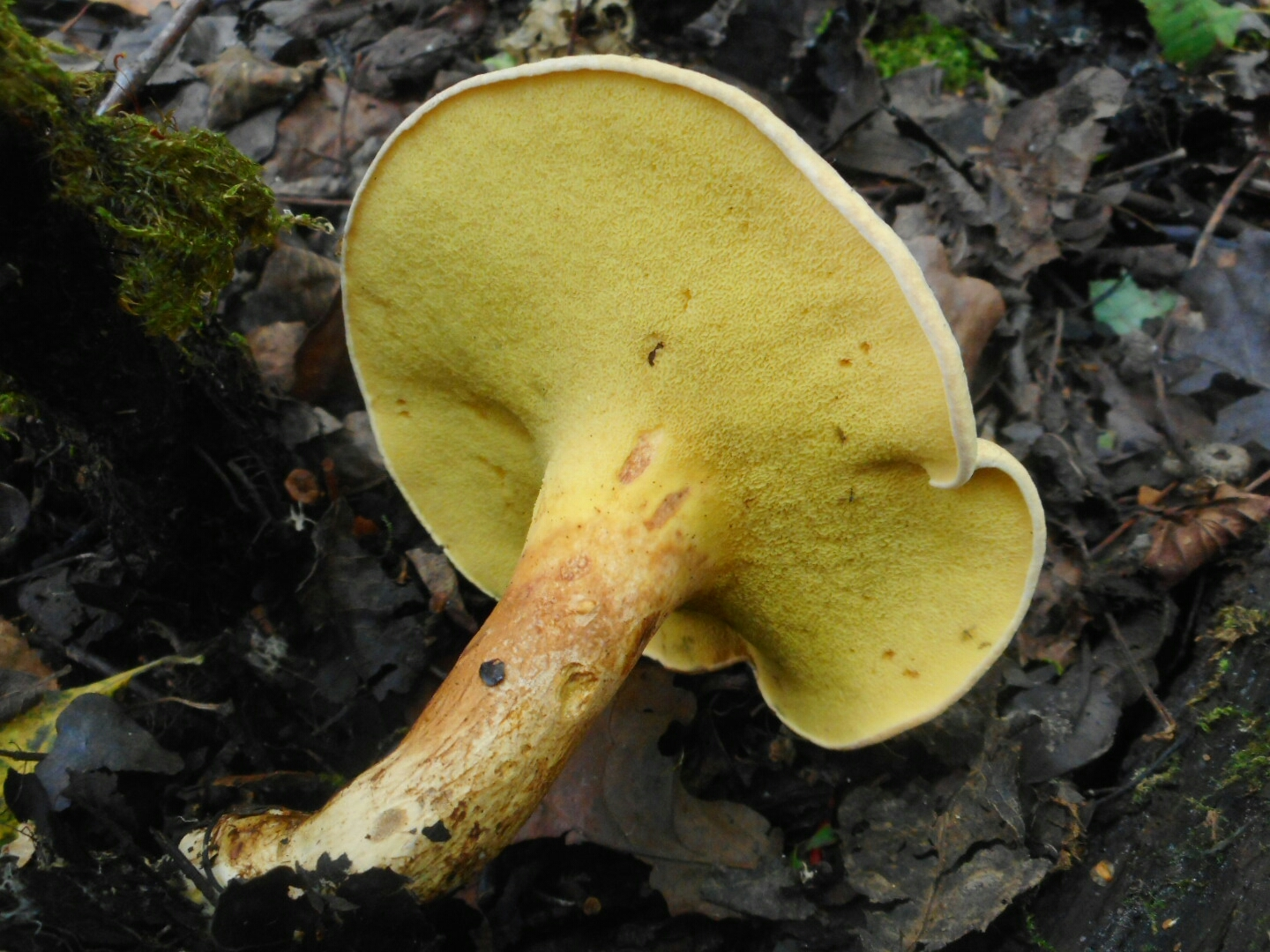
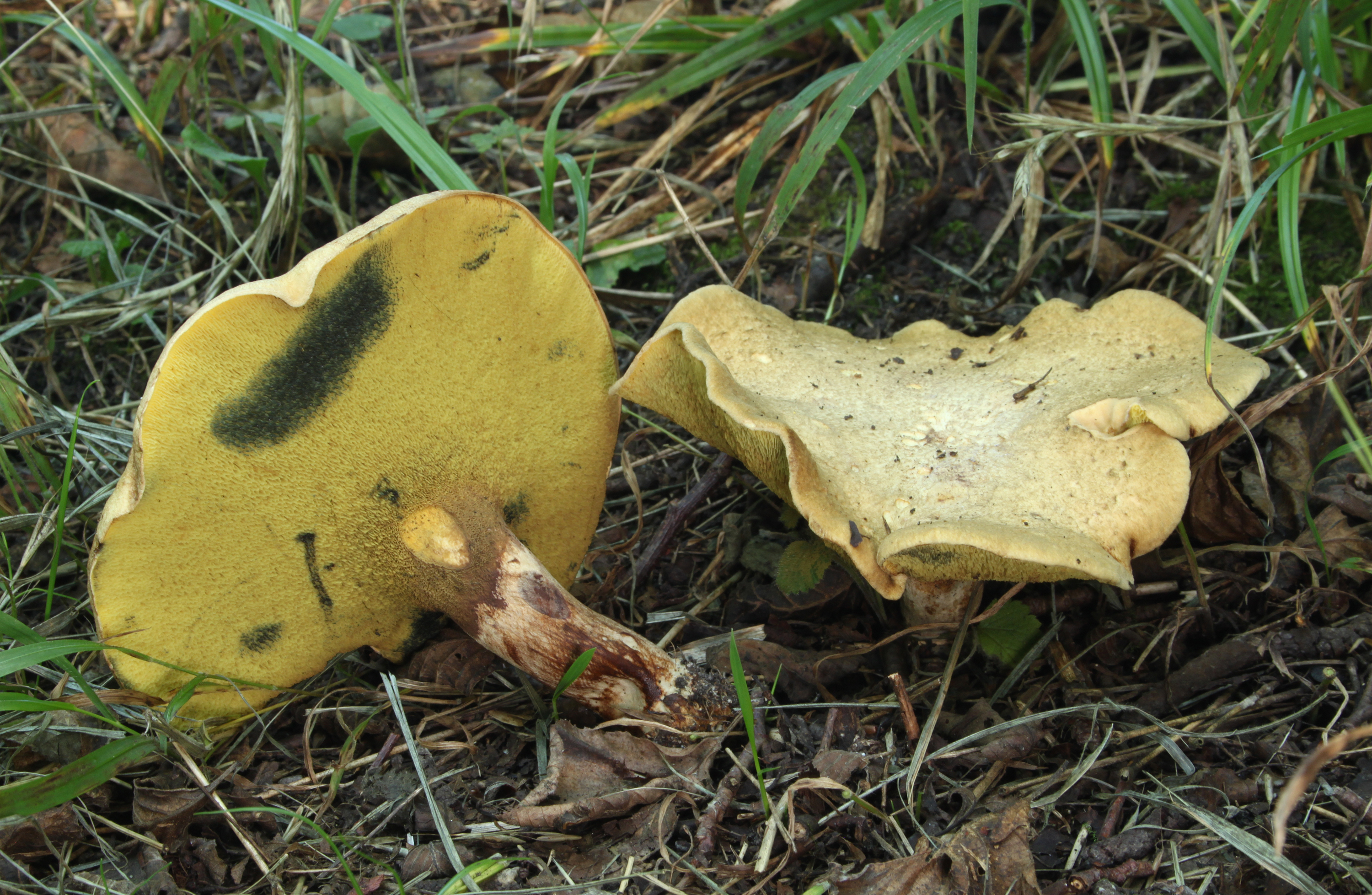
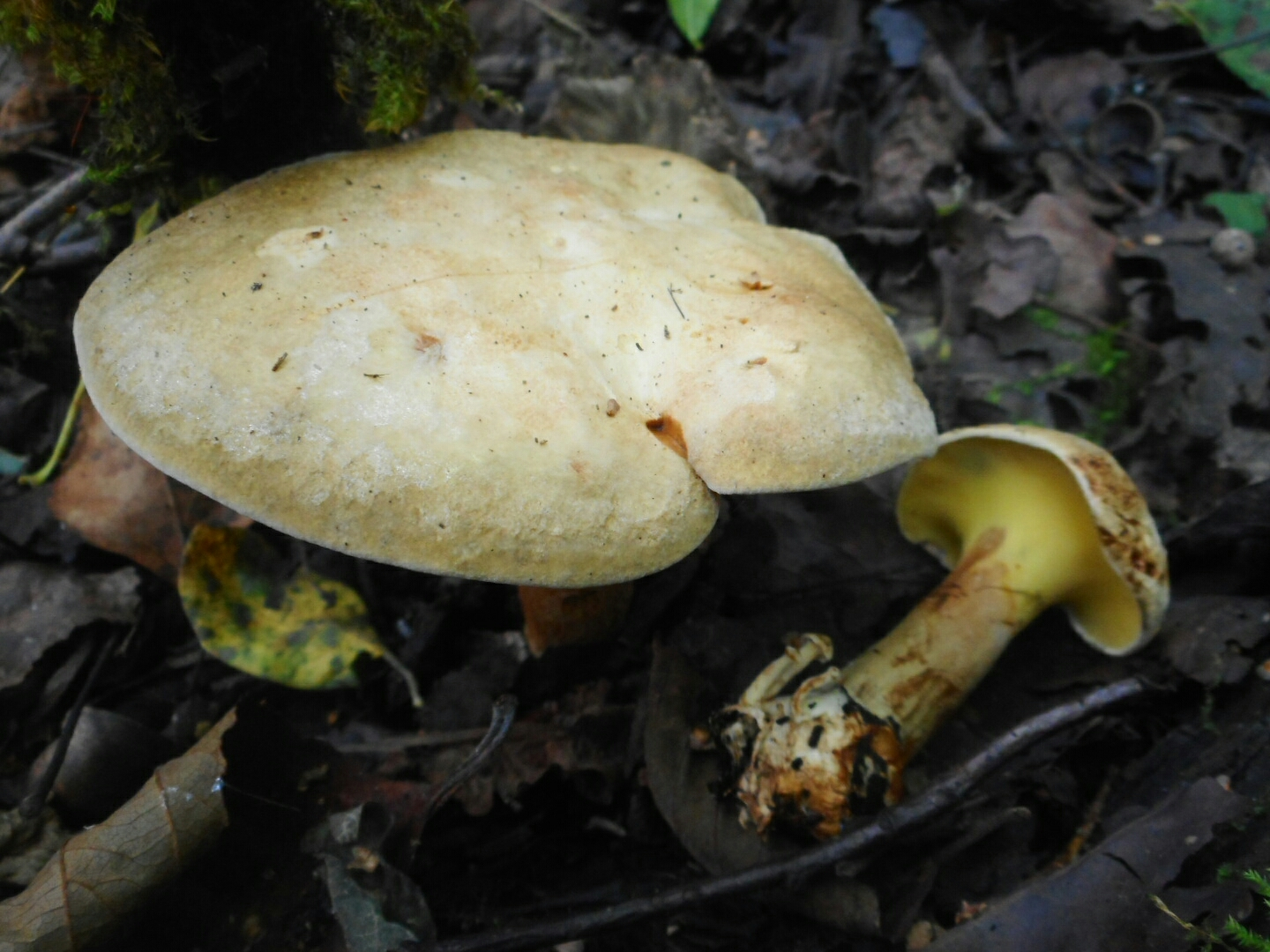

## Variétés et formes
Selon MycoBank (13 février 2024) :

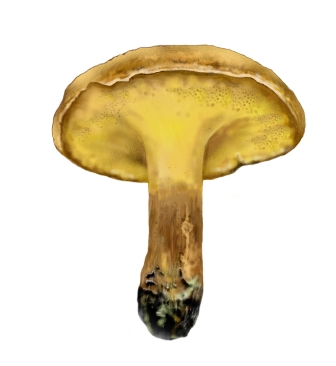
Illustration de Gyrodon lividus.

- Gyrodon lividus subsp. alneti Lindgr.
- Gyrodon lividus subsp. labyrinthicus (Fr.) Sacc., 1888
- Gyrodon lividus subsp. lividus
- Gyrodon lividus var. labyrinthicus (Fr.) Sacc., 1888
- Gyrodon lividus var. lividus

## Habitat et distribution
Il s'agit un champignon ectomycorhizien, poussant uniquement sous les aulnes (Alnus sp.), dans des milieux humides.
L'association stricte du Bolet livide avec les aulnes est importante : les aulnaies sont des milieux fragiles, à protéger, dans lesquels la diversité des champignons (notamment les Alnicola), mais aussi celle des autres organismes vivants, est abondante et variée. L'installation du Bolet livide (ainsi que celle de Paxillus olivellus) dans une aulnaie trahit que celle-ci est en voie d'assèchement et trop riche et nitrates : elle est probablement en train de disparaitre.

## Statut de conservation

### Régional
- Auvergne-Rhône-Alpes : classement de cette espèce en catégorie NT (Quasi menacée) au niveau régional[5].

- Poitou-Charentes : classement de cette espèce en catégorie VU (Vulnérable) au niveau régional[6].
- Midi-Pyrénées : classement de cette espèce en catégorie NT (Quasi menacée) au niveau régional[7].

## Comestibilité
Le Bolet livide n'est pas un champignon traditionnellement consommé. En outre, la possibilité de collecter des quantités suffisantes pour la consommation, en dehors des localités individuelles où les aulnes sont abondants, est rare. Il s'agit d'une espèce occasionnellement récoltée et consommée par des amateurs individuels, il n'y a pas d'effets toxiques documentés à la suite de sa consommation. Le Bolet livide peut être considéré comme sans intérêt alimentaire .

## Confusions possibles
- Le Bolet lignicole (Buchwaldoboletus lignicola) a également des pores jaunes décurrents bleuissants, mais il pousse sur bois. Sans  intérêt alimentaire.